# Veli Školj (Pelješac)
Veli Školj je nenaseljeni otočić u hrvatskom dijelu Jadranskog mora.
Njegova površina iznosi 0,02 km². Dužina obalne crte iznosi 0,6 km.
Smješten je u Malostonskom zaljevu i katastarski pripada općini Stonu.